# They're Taking the Hobbits to Isengard
They’re Taking the Hobbits to Isengard è il titolo di un video pubblicato il 18 agosto 2005 e realizzato dall'artista tedesco Erwin Beekveld. Diventato un fenomeno di Internet, soprattutto tra i fan della trilogia cinematografica Il Signore degli Anelli presso i quali gode di uno status di culto, a sua volta negli anni ha dato origine a numerose altre parodie.
Il titolo riprende la frase (che in italiano è resa come «Stanno portando gli Hobbit a Isengard!») pronunciata dall'elfo Legolas, interpretato da Orlando Bloom, in una scena del secondo capitolo della trilogia, Le due torri.
Esistono diverse versioni del video - inclusa una di ben 10 ore - che sono state visualizzate decine di milioni di volte. Il video è apparso per la prima volta come animazione flash sul sito web Albinoblacksheep.com, e da allora è stato distribuito principalmente tramite YouTube.
Il video consiste in una raccolta di brevi frammenti tratti da La Compagnia dell'Anello e Le due torri, disposti in loop e con in sottofondo una versione modificata techno della colonna sonora composta da Howard Shore.
Il video vede Legolas ripetere costantemente e ritmicamente l'omonima frase «They’re Taking the Hobbits to Isengard!». Viene interrotto da un lato da Gollum (Andy Serkis), che ripete più volte «What did you say?», e dall'altro dall'elfo Celeborn (Marton Csokas), che chiede alla Compagnia dell'Anello «Tell me, where is Gandalf? For I much desire to speak with him», e al quale Legolas risponde con «A Balrog of Morgoth». Negli spezzoni appaiono anche gli hobbit Frodo Baggins (Elijah Wood), Meriadoc Brandibuck (Dominic Monaghan), Peregrino Tuc (Billy Boyd) e Samvise Gamgee (Sean Astin, insultato da Gollum che lo chiama «Stupid, fat Hobbit!»), oltre all'umano Aragorn (Viggo Mortensen) e all'elfa Galadriel (Cate Blanchett). Il filmato termina con Gollum che dice «Leave now and never come back!».
Il musicologo e docente universitario Michael L. Klein ha citato They're Taking the Hobbits to Isengard nel suo libro Music and the Crises of the Modern Subject come esempio di meme e mash-up come forma dominante di creatività nel postmodernismo.
Il 29 giugno 2013, nell'ultimo giorno di riprese per Orlando Bloom sul set di Lo Hobbit - La battaglia delle cinque armate, il regista Peter Jackson ha pubblicato sul proprio canale YouTube un video in cui Bloom canta They're Taking the Hobbits to Isengard travestito da Legolas. Questo video ha ricevuto copertura mediatica mondiale ed ha ottenuto milioni di visualizzazioni.